# Dendromus mystacalis
Dendromus mystacalis е вид гризач от семейство Мишкови (Muridae). Видът не е застрашен от изчезване.

## Разпространение и местообитание
Разпространен е в Ангола, Демократична република Конго, Етиопия, Замбия, Зимбабве, Кения, Лесото, Малави, Мозамбик, Руанда, Свазиленд, Танзания, Уганда и Южна Африка.
Обитава гористи местности, пустинни области, места със суха почва, ливади, савани, крайбрежия и плажове в райони с умерен климат, при средна месечна температура около 21,5 градуса.

## Описание
Теглото им е около 8,2 g.
Популацията на вида е стабилна.